# Baldur's Gate II: Shadows of Amn
Baldur's Gate II: Shadows of Amn est un jeu vidéo de rôle développé par BioWare et publié par Black Isle Studios en septembre 2000. Comme son prédécesseur Baldur's Gate, il se déroule dans l'univers de fiction médiéval-fantastique des Royaumes oubliés, un décor de campagne du jeu de rôle Donjons et Dragons. L'histoire fait suite à celle de Baldur's Gate, le jeu débutant après la capture et l’emprisonnement du personnage principal et de ses compagnons par le mage Irenicus. L'action se déroule principalement dans la cité d'Athkatla, capitale du pays d'Amn, située au sud de la Porte de Baldur. Le jeu utilise le moteur de jeu Infinity Engine, créé pour Baldur's Gate et utilisé dans d'autres jeux développés par Black Isle comme Planescape: Torment et Icewind Dale.
À sa sortie, le jeu est acclamé par la presse spécialisée, les sites GameSpy, GameSpot et IGN lui décernant notamment le titre de jeu vidéo de rôle de l'année. Il connaît un important succès commercial avec plus de deux millions d'exemplaires vendus à ce jour[Quand ?]. Depuis le 21 septembre 2001, le jeu bénéficie d'une extension, baptisée Baldur's Gate II: Throne of Bhaal. Développée par BioWare, celle-ci introduit notamment un nouveau donjon et marque la fin de la saga racontée dans les deux Baldur's Gate et leurs extensions. Une version améliorée du jeu, baptisée Baldur's Gate II: Enhanced Edition, est également publiée le 15 novembre 2013. En 2019, le studio belge Larian Studios annonce travailler sur un troisième opus à la série, Baldur's Gate III.

## Trame

### Univers
Baldur's Gate II prend place dans l'univers de fiction médiéval-fantastique des Royaumes oubliés, un décor de campagne du jeu de rôle Donjons et Dragons. Dans ces royaumes, les humains cohabitent avec toutes sortes de créatures fantastiques et la magie tient une place importante,. Le scénario du jeu se déroule principalement dans la région d'Amn, un pays du sous-continent de Féérune. Celui-ci est situé au sud de la Porte de Baldur et est généralement désigné comme le royaume des marchands, le commerce et l'accumulation de richesse y tenant une place importante. Une grande partie de Baldur's Gate II prend place dans la cité d'Athkatla, sa capitale, qui est également la cité portuaire la plus importante de la région. Outre son gouvernement, la cité est contrôlée par différentes factions dont la guilde des Voleurs de l'Ombre et les organisations des Mages Cagoulés et des Ménestrels,, chacune de ses factions jouant un rôle important dans les événements du jeu et pouvant donner lieu à un certain nombre de quêtes secondaires,.
En dehors d'Athkatla, le joueur est amené à visiter d'autres endroits dont le port de Brynnlaw, le refuge de Spellhold, les souterrains de l'Outreterre, la cité de Suldanessellar et le plan astral. D'autres lieux peuvent également être explorés, comme les collines d'Umar et de Lancevent, un temple en ruine, le donjon des de'Arnises, le village de Franc-Marché et la cité engloutie des Sahuagin.
Le jeu se déroule en 1369 CV, soit peu de temps après les temps des troubles lors desquels les Tablettes du Destin, de puissants objets magiques maintenant l'équilibre du monde, furent volées au dieu suprême Ao. Celui-ci ordonne alors aux dieux de redevenir mortels jusqu'à ce que les Tablettes soient retrouvées, causant ainsi la mort de certains d'entre eux dont Bhaal, le dieu du meurtre,,. Prédisant sa fin, celui-ci a cependant parcouru le monde des humains avant de mourir, laissant derrière lui une abondante progéniture dont la mort violente lui permettra de revenir à la vie,.

### Personnages
Le personnage principal du jeu est l'un des enfants de Bhaal. Il a été élevé dans la forteresse de Château-Suif par le mage Gorion et en compagnie d'Imoen, qui deviendra plus tard son amie,. Le premier Baldur's Gate suit leurs aventures le long de la côte des épées où le héros découvre son héritage et défait Sarevok, un autre enfant de Bhaal.
Outre le héros, plusieurs personnages célèbres de l'univers de Donjons et Dragons apparaissent dans Baldur's Gate II. Le joueur rencontre notamment Gaelan Bayle qui lui propose l'aide des Voleurs de l'Ombre, Aran Linvail le leader des Voleurs de l'Ombre, Saemon Havarian qui le conduit en bateau jusqu'à une île, Adalon le dragon d'argent et Ellesime la reine de Suldanessellar. Dans son aventure, le héros affronte Jon Irenicus et sa sœur Bodhi. L'elfe noir Drizzt Do'Urden fait également une apparition dans le jeu,.
Au cours du jeu, le héros rencontre quinze personnages susceptibles de le rejoindre dans sa quête. Certains — comme Imoen, Jaheira, Minsc, Edwin et Viconia — étaient déjà présents dans le précédent opus de la série,. D'autres font leur apparition dans Baldur's Gate II : Aerie, Anomen, Cernd, Jan, Keldorn, Korgan, Mazzy, Nalia, Valygar et Yoshimo. Aerie est une elfe qui a perdu ses ailes et a été vendue à un cirque par un esclavagiste lorsqu'elle était petite. Anomen est un apprenti paladin. Cernd est un druide. Jan est un gnome membre de la famille Jansen. Keldorn est un paladin expérimenté et respecté. Korgan est un guerrier nain maléfique. Mazzy est une honorable guerrière halfelin. Nalia est une membre de la noblesse qui, consciente de sa chance, vient en aide à ceux qui sont moins fortunés qu'elle. Valygar est un guerrier issu d'une famille connue pour ses magiciens talentueux. Enfin, Yoshimo est un voleur venant des terres de Kara-Tur,,.

### Scénario
Peu après les événements de Baldur's Gate, le héros et ses compagnons sont vaincus et emprisonnés. Au début du jeu, le joueur se réveille dans une prison avant de faire la connaissance de son geôlier, le mage Jon Irenicus. Profitant de la distraction de celui-ci — le complexe subit une attaque —, le héros parvient à s'enfuir avec certains de ses compagnons, dont Imoen, et émerge dans la cité d'Athkatla. En sortant, ils retrouvent Irenicus avec lequel ils ont une discussion houleuse au terme de laquelle Imoen utilise sa magie pour attaquer le mage. Des Mages Cagoulés apparaissent et arrêtent Imoen et Irenicus pour leur usage non autorisé de la magie. Dans les bidonvilles d'Athkatla, Gaelan Bayle leur offre l'aide de la guilde des Voleurs de l'Ombre qui peut retrouver Imoen et Irenicus pour la somme de 20 000 pièces d'or. Le groupe est ensuite également approché par une autre guilde et doit alors choisir son camp,.
Imoen et Irenicus sont ensuite amenés à un refuge, appelé Spellhold, situé sur une île. Irenicus ne tarde pas à briser ses liens puis, il se prépare à mener des expérimentations sur Imoen. Pendant ce temps, à Athkatla, le groupe contrôlé par le joueur parvient à réunir les 20 000 pièces d'or. La guilde avec laquelle ils ont choisi de travailler organise alors leur voyage vers l'île sur le bateau de Saemon Havarian. Le groupe pénètre ensuite dans Spellhold mais est capturé par Irenicus qui a pris le contrôle de la prison. Il fait ensuite subir au héros un rituel visant à lui voler son âme. Le héros apprend alors qu'Imoen est également un enfant de Bhaal et qu'Irenicus lui a également volé son âme qui se trouve maintenant dans le corps de Bodhi. Bodhi se réfugie alors dans le dédale situé sous Spellhold. Lorsqu'elle affronte le groupe du joueur, le héros — qui n'a maintenant plus d'âme — perd le contrôle de lui-même et se transforme en un des avatars de Bhaal, ce qui fait fuir Bodhi. Le héros revient ensuite à son état normal et affronte Irenicus qui est forcé de s'enfuir. Le groupe quitte ensuite le donjon et rejoint la surface en passant par l'Outreterre.
En arrivant à la surface, le groupe rencontre l'armée elfique de Suldanessellar. Ces derniers ne peuvent retourner dans leur cité, Irenicus l'ayant cachée par magie. Pour y accéder, le groupe sécurise le Rhynn Lanthorn et doit tuer Bodhi, ce qui permet à Imoen de récupérer son âme. Le Rhynn Lanthorn guide le héros jusqu'à la cité cachée qui est envahie par Irenicus et ses troupes. Après avoir traversé la ville, le groupe atteint l'arbre de vie et apprend qu'Irenicus est en train d'en drainer la puissance, condamnant ainsi la cité. Le groupe parvient à tuer Irenicus. Celui-ci ayant toujours l'âme du héros, le groupe est envoyé en enfer en même temps que le magicien. Après avoir vaincu Irenicus, ils reviennent cependant à la vie et sont honorés par les elfes de Suldanessellar.

## Système de jeu
Baldur's Gate II: Shadows of Amn est un jeu de rôle basé sur la deuxième édition de Donjons et Dragons. Le joueur contrôle un groupe pouvant accueillir jusqu'à six personnages, incluant le héros. Si ce dernier est tué, le joueur doit charger une partie sauvegardée ou recommencer une partie. La quête principale du jeu dure environ 60 heures, le jeu complet, incluant les quêtes secondaires, totalisant environ 300 heures de jeu. Le jeu dispose également d'un mode multijoueur dans lequel jusqu'à six personnes peuvent jouer en coopération et contrôler leurs propres personnages et les personnages non-joueurs. Le contenu du jeu, incluant la quête principale et les quêtes secondaires, est alors le même, l'un des joueurs contrôlant le personnage principal.

### Personnages

#### Création et caractéristiques
Le jeu commence avec la création du personnage lors de laquelle le joueur peut choisir la classe, l'apparence, les caractéristiques et l'alignement de ce dernier. Un personnage existant de Baldur's Gate ou de Tales of the Sword Coast peut également être importé dans le jeu,. Une fois dans le monde du jeu, le joueur peut être amené à recruter plusieurs personnages non jouables pour l'accompagner dans sa quête, le groupe pouvant en accueillir jusqu'à cinq en plus du héros. Des interactions, incluant des discussions, des querelles ou des histoires d'amour, peuvent naître entre certains de ces compagnons et chacun d'eux fait l'objet d'une quête spécifique,. En progressant dans le jeu, les personnages contrôlés par le joueur gagnent de l'expérience qui leur permet de devenir plus puissants. La quantité de points d'expérience dont ceux-ci disposent détermine le niveau du personnage, chaque passage à un niveau supérieur permettant de renforcer leurs caractéristiques. Le groupe a également une réputation — dépendant des actions du joueur — qui, avec le charisme du personnage principal, influence la façon dont les personnages non-joueurs réagissent face au héros. De plus, les personnages du groupe se plaignent quand la réputation du groupe est en conflit avec leur alignement. Se reposer permet de soigner les personnages du groupe, de remettre d’aplomb ceux qui sont fatigués, de régénérer ses sorts et d'en mémoriser de nouveaux. Le jeu contient plus de 300 sorts différents. A l'exception des sorciers, les utilisateurs de magie doivent mémoriser ces sorts avant de pouvoir les utiliser. Lancer un sort prend un certain temps et ils peuvent être interrompus par une attaque ou un sort.

#### Classes de personnages
Onze classes de personnage sont disponibles dans le jeu : guerrier, rôdeur, paladin, voleur, barde, magicien, prêtre, druide, barbare, moine ou sorcier ; les trois dernières étant nouvelles par rapport à Baldur's Gate,. Chaque classe possède des capacités spéciales et des restrictions différentes. Un voleur est par exemple capable de détecter et de désamorcer les pièges mais ne peut pas utiliser certaines armes et armures. Au sein de la plupart des classes, le joueur peut également choisir des spécialisations spécifiques, appelées kits, permettant de bénéficier d'avantages spécifiques mais imposant des contraintes supplémentaires,. L'un des kits du paladin, le cavalier, est par exemple spécialisé dans le combat contre certains types de monstres, comme les dragons ou les démons, mais ne peut en contrepartie pas utiliser d'armes de jets.

### Interface
Les environnements du jeu sont représentés en perspective isométrique. Le joueur peut faire défiler l'écran, qui n'a pas besoin de rester centré sur le personnage principal, à l'aide de la souris ou du clavier. Les différentes zones sont révélées au joueur en même temps qu'elles sont explorées par les personnages contrôlés par celui-ci. Un brouillard de guerre cache les zones déjà explorées lorsque les personnages s'en éloignent. Le joueur peut modifier la formation du groupe qu'il contrôle. En cliquant sur les zones de sortie, comme une porte ou un escalier, le joueur accède à une nouvelle zone. En cliquant à la limite d'une zone extérieure, le joueur fait apparaître la carte de la région à partir de laquelle il peut choisir une nouvelle destination.
Le joueur interagit avec les personnages ou les objets en cliquant dessus. Pour donner l'ordre de se déplacer à un personnage, le joueur doit d'abord le sélectionner plus cliquer sur le sol, là où il souhaite le déplacer. Bien que le jeu se déroule en temps réel, le jeu peut être mis en pause à n'importe quel moment. Pendant ces pauses, le joueur peut donner des ordres à ses personnages qui tenteront de les exécuter après la pause. Le jeu peut également être mis en pause automatiquement à certains moments. Les dialogues avec les personnages non joueur se déclenchent automatiquement suivant le script du jeu, ou lorsque le joueur clique sur un personnage ne lui étant pas hostile. Lorsqu'il discute avec un personnage, le joueur doit souvent choisir ce qu'il dit dans une liste de réponse. Ces dialogues peuvent déclencher de nouvelles quêtes et fournir au joueur des informations importantes. Lorsque le joueur clique sur un ennemi, le personnage sélectionné se déplace pour l'attaquer. Des informations sur les personnages, créatures, objets et bâtiments de l'environnement s'affichent dans une infobulle qui apparaît lorsque le pointeur de la souris passe au-dessus de l’élément en question.
Différentes fenêtres sont accessibles via l'interface : les cartes de la zone et de la région, le journal des quêtes, l'inventaire du personnage, les fiches des personnages du groupes, le livre de sorts et le menu du jeu qui permet d'accéder aux options, de sauvegarder ou de charger une partie et de quitter le jeu.

## Développement

### Origine
Baldur's Gate II est développé par BioWare et publié Black Isle Studios sur Windows en septembre 2000. Le jeu est basé sur le même moteur de jeu, l’Infinity Engine, que Baldur's Gate. Le jeu est dédié à Daniel Walker, un des employés de la compagnie, qui est mort en 1999. Pour concevoir Baldur's Gate II, les développeurs décident de se focaliser sur l'application des leçons apprises pendant le développement de Baldur's Gate, celui-ci étant le premier jeu de rôle conçu par le studio. Ils considèrent en effet n'avoir pas eu assez de temps pour peaufiner ce dernier, l'équipe ayant dû partager son temps entre la programmation du moteur de jeu et la création de contenu. Pour Baldur's Gate II, l'exécutif de BioWare décide donc de donner suffisamment de temps aux développeurs pour que ce nouvel opus puisse atteindre son plein potentiel. La principale préoccupation des développeurs est alors de créer une suite surpassant son prédécesseur dans tous les domaines et pouvant plaire aux fans tout en restant accessible aux joueurs n'ayant jamais joué à Baldur's Gate.

### Conception
Le développement de Baldur's Gate II commence en janvier 1999. À partir des suggestions des fans, des critiques de Baldur's Gate et des suggestions des membres de l'équipe, une liste de critiques constructives est d'abord élaborée. À partir de celle-ci, les concepteurs dressent ensuite une liste d'améliorations devant être mises en place dans ce nouvel opus. Cette liste inclut notamment des améliorations graphiques, comme le support d'une meilleure résolution et de la 3D. Elle inclut également des améliorations de l'interface — avec un journal des quêtes plus intuitif et une carte annotable — et du système de jeu avec entre autres l'ajout d'un système de kits pour les classes de personnage, de l'option de s'armer d'une arme dans chaque main, d'un mode deathmatch et de créatures célèbres de Donjons et Dragons comme les dragons. Du fait de la motivation des développeurs à intégrer autant d'améliorations que possible et la maturité du moteur de jeu, qui facilite leur mise en place, très peu d'entre elles sont finalement abandonnées. D'après Ben Smedstad, le producteur du jeu, le moteur est en effet fonctionnel dès le début du développement, permettant aux développeurs d'ajouter directement du contenu dans le jeu et d'observer le résultat. Seul le mode deathmatch est finalement abandonné. De leur côté, les dialogues sans pause, qui se révèlent être une des options les plus difficiles à mettre en place, sont abandonnés au début du développement avant d'être réintroduits début 2000.

### Règles de conception
Pour éviter de reproduire les erreurs de conception faites sur Baldur's Gate, un ensemble de règles — qui évolue tout au long du projet — est défini pour chaque département du studio. Pour les concepteurs, ces règles précisent notamment que le joueur doit pouvoir percevoir l'impact de ses actions sur le monde du jeu et qu'il doit être possible de progresser dans la quête principale quel que soit l'alignement (bien ou mal) choisi par le joueur. Pour les scénaristes, ces règles imposent que l'histoire soit focalisée sur le personnage principal, que le joueur ait un aperçu des activités de ses ennemis, qu'il y ait un important rebondissement dans le scénario et que la conclusion du jeu soit suffisamment ouverte pour imaginer une éventuelle suite. Pour l'environnement, il est demandé aux développeurs de diviser le jeu en plusieurs chapitres, de créer des zones clés pour la quête principale, de s'assurer que les différents environnements sont intéressants et qu'il est facile de s'y repérer, et enfin de donner au joueur un aperçu de la zone avant qu'il ne puisse l'explorer pour éveiller son intérêt. Au niveau du système de jeu, les règles se focalisent sur la customisation du personnage et sur le système de récompense. Pour les dialogues, il est notamment demandé de limiter le nombre de phrases pouvant être prononcés par les personnages secondaires, de ne pas proposer plus de trois réponses au joueur aussi souvent que possible, d'éviter le langage grossier et les accents et de prévoir un ensemble de phrases aléatoires pour les personnages les moins importants. Plusieurs décisions prises au début du développement se révèlent cependant incompatibles avec ces règles. De plus, certaines contraintes imposées aux programmeurs n'ont pas toujours été respectées par les autres départements, provoquant ainsi des ralentissements dans certaines parties du jeu qu'il était difficile, voire impossible, de corriger.

### Création des niveaux
Le processus de création des niveaux est long et compliqué. Il débute par la création d'un schéma général de la zone dessinée par les concepteurs. Cette carte est ensuite transmise aux artistes qui y ajoutent alors des modèles qu'ils placent du « plus grand au plus petit ». Une fois tous les éléments mis en place, la carte est à nouveau confiée aux concepteurs qui y ajoutent des améliorations graphiques, des effets et le code de détection des collisions. Ensuite, les créatures, objets, pièges et déclencheurs sont intégrés au niveau avant qu'un développeur écrive le script permettant de contrôler le comportement des différents acteurs. Suivre toutes les modifications apportées aux niveaux se révèle difficile pour l'équipe de développement. Des problèmes de communication entre les différents départements, comme les artistes et les concepteurs, apparaissent en effet régulièrement, provoquant des incompatibilités entre leurs travaux. Ray Muzyka, le producteur exécutif du jeu, explique ainsi qu'au cours du développement, le management a dû apprendre à s'assurer que tous les membres de l'équipe communiquent entre eux et qu'ils travaillent comme un groupe plutôt qu'individuellement,. Il considère cependant qu'ils ont fait du bon travail en automatisant le processus de création des niveaux, ces derniers ayant été conçus rapidement.

### Phase de test
Au cours du développement, un département assurance qualité est créé au sein de BioWare et celui-ci assiste l'équipe de développement durant la phase de test. D'après Muzyka, la « taille immense » de Baldur's Gate II, combiné au fait de n'avoir pas testé les zones au fur et à mesure du développement, se révèle en effet problématique pour les phases de tests. Chacune des 290 quêtes du jeu doit en effet être testée deux fois, en mode un joueur et en mode multijoueur. Pour cela, BioWare utilise une méthode proposée par Feargus Urquhart, Douglas Avery et Chris Parker de Black Isle Studios : toutes les quêtes du jeu sont listées sur un tableau blanc, une croix étant dessinée à côté de chacune d'elles. Chaque quête est ensuite assignée à un duo constitué d'un développeur et d'un testeur qui, une fois la quête validée, devait enlever la croix sur le tableau.

« Dans les derniers jours du développement de BGII, une étrange sérénité régnait dans les bureaux. Nous n'avons pas senti cette panique qui se répand parfois lorsqu'on termine un jeu mais nous avons certainement été soumis à un stress considérable, 21 versions finales ayant été conçues en trois jours. Après quelques longues nuits au cours desquelles l'ensemble de l'équipe a testé le jeu maintes et maintes fois, nous sommes finalement parvenus à une version définitive. Peu de temps après, elle était envoyée au duplicateur. »

— Ray Muzyka

### Bande originale
La bande originale du jeu est l'œuvre de Michael Hoenig, un compositeur Allemand ayant joué avec Tangerine Dream. Il est également l'auteur de la musique du premier Baldur's Gate.

## Versions
Baldur's Gate II est finalisé le 14 septembre 2000 et est publié le 24 septembre 2000 Amérique du Nord et le 29 septembre 2000 en Europe. À sa sortie, une version collector est également disponible. En plus du jeu, celle-ci contient un CD-ROM additionnel contenant des objets uniques et la bande originale du jeu, une carte, huit cartes de jeu et une writing tablet Black Isle Studios. D'après BioWare, le jeu s'est vendu à deux millions d'exemplaires.
En 2003 Baldur's Gate II est ré-édité avec son extension Throne of Bhaal dans une compilation baptisée Baldur's Gate II: The Collection. En 2004, le jeu et son extension sont inclus dans une nouvelle compilation, baptisée Black Isle Compilation Part 2, incluant également Baldur's Gate et Icewind Dale. En 2006, les deux Baldur's Gate et leurs extensions sont ré-édités dans une compilation baptisée Baldur's Gate: 4 in 1 Boxset. Ils sont également inclus dans The Forgotten Realms Deluxe Edition et Ultimate Dungeons & Dragons. Depuis novembre 2010, Baldur's Gate II Complete est disponible en téléchargement sur le site GOG.com. Cette version inclut Shadows of Amn, l'extension Throne of Bhaal ainsi que le manuel au format pdf, des wallpapers haute définition, des artworks, des avatars et la bande originale des deux titres.

## Extensions

### Throne of Bhaal
Le jeu a bénéficié d'une extension, baptisée Baldur's Gate II: Throne of Bhaal, également développée par BioWare et publiée par Black Isle Studios le 21 juin 2001. Comme le jeu original, il se déroule dans l'univers de fiction médiéval-fantastique des Royaumes oubliés, un décor de campagne du jeu de rôle Donjons et Dragons. L'histoire fait suite à celle de racontées dans les précédents opus de la série et met fin à la saga Baldur's Gate. Throne of Bhaal' introduit un certain nombre de nouveautés au jeu original dont un nouveau donjon, baptisé Watcher's Keep, ainsi qu'une nouvelle classe de personnage — le mage entropiste —, des nouvelles capacités et de nouveaux sorts,,. La limite d'expérience est également relevée. Throne of Bhaal poursuit l'histoire initiée dans les premiers jeux de la série et met fin à la saga Baldur's Gate. À sa sortie, il est bien accueilli par la presse spécialisée, avec un score de 88 % sur le site Metacritic, et reçoit notamment le titre de meilleur jeu de rôle sur PC décerné par l'Interactive Achievement Awards en 2002,.

#### Histoire
Le dernier véritable épisode de la série conclut la saga de Bhaal en recentrant l'action sur le problème de sang et d'essence divine. Bhaal, un Dieu du meurtre, ayant prédit sa fin, engendre une lignée de mortels qui lui permettront de renaître. Parmi ceux-ci, le héros, Sarevok, et Imoen. Throne of Bhaal marque donc la réalisation de la prophétie selon laquelle ses enfants sèmeront le chaos sur Toril. Manipulés par Mélissane, une prêtresse de Bhaal, cinq rejetons divins ont rassemblé leurs armées et massacré tous les enfants de Bhaal avec la complicité de celle-ci, qui les a conduits dans un piège en leur offrant refuge dans la cité de Saradush.
Manipulant le héros, Mélissane lui fera assassiner un par un les cinq doigts de la "main" de Bhaal, comme se nomme l'alliance, avec l'objectif de trahir son défunt maître et de s'approprier son essence lorsque tous seront morts. C'est ainsi naturellement que se clôt la série par un duel homérique au "Trone de Bhaal" entre le héros et Mélissane. Vainqueur, il pourra choisir entre devenir une nouvelle déité (bonne ou mauvaise) ou abandonner sa part divine et vivre parmi les hommes.
Plus typiquement "Roleplay" que celui de l'opus précédent, le scénario de ToB est surtout prétexte a une série d'affrontements parfois terriblement difficiles pour le novice. Les relations entre personnages sont surtout centrées sur Mélissane, et la quête de vérité du héros paraît bien fade à côté de celle de Shadows of Amn. Cette extension s'impose tout de même comme une indéniable réussite.

#### Les Enfants de Bhaal et la Prophétie
Au fil du jeu, le personnage principal affrontera divers rejetons de Bhaal, parmi les plus puissants de Féérune, les cinq principaux formant la Main de Bhaal.
À chacun des "doigts" de la Main vaincus, Solaire, le guide divin du personnage principal, lui dévoilera une partie de son passé (ou de son avenir), et lui proposera une épreuve.
Voici les 5 enfants de Bhaal principaux qu'affrontera le personnage principal :
- Illasera « la Vive » : une femme elfe, guerrière mage. C'est la première à se confronter au personnage principal (dès le prologue de l'extension). L'épreuve qui découle de sa défaite oppose le personnage principal aux fantômes de son passé, qu'il devra vaincre à nouveau. À l'issue de cette épreuve, Sarevok pourra se joindre à l'équipe.
- Yaga Shura : un géant du feu, assiégeant la ville de Saradush avant de la réduire en cendres. Son pouvoir, joint aux rituels obscurs de sa mère adoptive, Nyalee, lui a permis d'ôter son propre cœur de sa poitrine, le rendant ainsi virtuellement invulnérable. L'épreuve qui découle de sa défaite oppose le personnage principal à son double maléfique.
- Sendaï : une elfe noire, clerc mage. Elle agit dans l'ombre, tapie dans sa forteresse d'Ombreterre. L'épreuve qui découle de sa défaite oppose le personnage principal à ses derniers souvenirs d'une vie paisible en tant que simple mortel, franchissant ainsi une étape irréversible dans son ascension divine.
- Abazigal : un dragon bleu. C'est l'un des plus puissants Enfants de Bhaal, mêlant le sang des dragons et ceux des rejetons divins. L'épreuve qui découle de sa défaite oppose le personnage principal à Cyric lui-même, qui après l'avoir interrogé sur ses objectifs futurs et ses motivations, lui enverra ses assassins.
- Balthazar : un humain, moine. Le dernier enfant de Bhaal de la Main. Sous une apparence froide et implacable, Balthazar n'a à cœur lui aussi que d'empêcher le retour de son Père de sang, et de renoncer à son pouvoir une fois tous ses frères vaincus (ce qu'il pense être le seul à avoir la volonté d'accomplir). Il révèlera au personnage principal le véritable visage de Mélissane, mettant ainsi au grand jour sa trahison. L'épreuve qui découle de sa défaite oppose le personnage principal au Ravageur, la forme ultime de l'avatar de Bhaal.

#### Bande originale
La bande originale de l'extension est signée Inon Zur, compositeur israélien plusieurs fois nommé et récompensé pour son travail dans le domaine du jeu vidéo.

### Enhanced Edition
Baldur's Gate II: Enhanced Edition est annoncé le 15 mars 2012 et publié le 15 novembre 2013. Développé par Overhaul Games, il s'agit d'une version améliorée de Baldur's Gate II basé sur une nouvelle version de l'Infinity Engine déjà utilisée pour Baldur's Gate: Enhanced Edition.

## Accueil

### Baldur's Gate II: Shadows of Amn

#### Critiques
| Baldur's Gate II: Shadows of Amn |      |       |
| Média                            | Pays | Notes |
| AllGame                          | US   | 4/5   |
| Computer Gaming World            | FR   | 5/5   |
| Eurogamer                        | US   | 90 %  |
| Gamekult                         | FR   | 70 %  |
| GameSpot                         | US   | 92 %  |
| GameSpy                          | US   | 92 %  |
| Gen4                             | FR   | 5/6   |
| IGN                              | US   | 94 %  |
| Jeuxvideo.com                    | FR   | 19/20 |
| Joystick                         | FR   | 96 %  |
| Compilations de notes            |      |       |
| Metacritic                       | US   | 95 %  |
| GameRankings                     | US   | 94 %  |

À sa sortie, Baldur's Gate II est acclamé par la presse spécialisée, le site Metacritic le classant notamment sixième dans son classement des jeux PC les mieux notés du 15 avril 2012,. Le site GameSpot juge que, bien qu'il soit très long, ce sont les détails qui le rendent « génial » et qui en font un jeu à part. Le site IGN décrit également le jeu comme « incomparable et sans pareil ». De son côté, le magazine Computer Gaming World juge qu'il a les qualités suffisantes pour être désigné comme le meilleur jeu de l'année et le met au niveau de Fallout, de Planescape: Torment et de Betrayal at Krondor. Il est considéré comme un titre majeur de l'histoire du jeu de rôle, le journaliste de Gamasutra Matt Barton notant qu'il reste acclamé par les critiques contemporaines et que lui-même le considère comme un des meilleurs jeux vidéo de rôle jamais conçu,. Cette analyse est partagée, le journaliste Allen Rausch du site GameSpy ajoutant, dans sa rétrospective des jeux vidéo D&D, qu'un fan de jeu de rôle se doit de l'essayer.
Le système de jeu de Baldur's Gate II est généralement décrit comme étant addictif. La presse spécialisée souligne les similitudes de celui-ci avec celui du jeu original mais juge que les améliorations apportées au système de combat rendent ces derniers moins frustrants tout en offrant plus de possibilités stratégiques,. D'après les critiques, le jeu est ainsi beaucoup plus difficile que son prédécesseur, les combats nécessitant plus de stratégie et de planification. Certains journalistes regrettent en revanche que les personnages accompagnant le héros ne soient pas aussi puissants que ce dernier. Au niveau des environnements, les critiques jugent en général que le premier donjon est « ennuyeux » mais notent qu'il s'agit de la partie du jeu la moins réussie et que la suite de l'aventure, après que le joueur a atteint Athkatla, est beaucoup plus amusante,.
Le scénario du jeu est lui aussi jugé réussi par la presse spécialisée, les critiques le décrivant souvent comme étant « épique ». Certaines d'entre elles font notamment l'éloge de la clarté des quêtes et de la facilité avec laquelle le joueur passe d'un objectif à un autre. Un journaliste juge en revanche le scénario « terne », mais est plus positif au sujet des quêtes secondaires qui, d'après lui, peuvent se révéler épiques.
Les graphismes du jeu sont jugés réussis, les critiques mettant notamment en avant ses décors « renversants », voire « fantastiques », et ses effets de sorts « impressionnants »,,". La presse souligne également le bond en avant réalisé par rapport aux graphismes de Baldur's Gate. Les animations des personnages et des monstres sont elles aussi jugées réussies. Au niveau des effets sonores, le doublage retient particulièrement l'attention des critiques qui le jugent « exceptionnel ». Les critiques notent qu'il contribue à rendre le jeu plus immersif et qu'il parvient à rendre les personnages attachants,. Les musiques sont également considérées comme une réussite,, même si une des critiques les juge « inoffensives mais peu impressionnantes ».

#### Récompenses
À sa sortie en 2000, Baldur's Gate II est élu meilleur jeu de rôle de l'année par les sites GameSpy, IGN et GameSpot,,, les lecteurs de ce dernier lui décernant le titre de jeu de l'année. En 2001, le site Eurogamer lui décerne trois Gaming Globe dans les catégories jeu de l'année, meilleur direction artistique et meilleur personnage secondaire masculin (pour Minsc). La même année, il est récompensé par l'Interactive Achievement Awards dans la catégorie « personnage et scénario » et est nommé dans les catégories jeu de l'année, jeu PC de l'année et jeu de rôle PC de l'année. Depuis sa sortie, il est régulièrement cité comme l'un des meilleurs jeux vidéo de rôle. Il est ainsi inclus dans la liste des meilleurs jeux de tous les temps du site GameSpot. En 2005, le site IGN le classe 25e dans son classement des 100 meilleurs jeux de tous les temps. En 2006, le site Gamasutra lui décerne une mention honorable dans la catégorie jeu de rôle des Quantum Leap Awards. En 2009, le magazine Game Informer le classe 88e dans son classement des meilleurs jeux et le désigne comme « le meilleur jeu vidéo basé sur Donjons et Dragons jamais créé »,. Fin 2009, il est cité dans la liste des meilleurs jeux de la décennie, désignée par les lecteurs. En 2010, le site IGN le classe deuxième dans son classement des 25 meilleurs jeux PC modernes.

### Baldur's Gate II: Throne of Bhaal
| Baldur's Gate II: Throne of Bhaal |      |        |
| Média                             | Pays | Notes  |
| Computer Gaming World             | US   | 4,5/5  |
| Gamekult                          | FR   | 80 %   |
| Game Revolution                   | US   | B+     |
| GameSpot                          | US   | 87 %   |
| Gen4                              | FR   | 16/20  |
| IGN                               | US   | 90 %   |
| Jeuxvideo.com                     | FR   | 17/20  |
| Joystick                          | FR   | 85 %   |
| Compilations de notes             |      |        |
| Metacritic                        | US   | 88 %   |
| GameRankings                      | US   | 88,7 % |

## Postérité

### Produits dérivés
- Baldur's Gate II: Shadows of Amn : Un livre écrit par Philip Athans a été publié en anglais, mais n'a pas été traduit en français. Le personnage principal de l'histoire est Abdel Adrian.
- Baldur's Gate II: Throne of Bhaal : Un livre écrit par Drew Karpyshyn a été publié en anglais, mais n'a pas été traduit en français. Le personnage principal est également Abdel Adrian.